# Shenzhou 6
Shenzhou 6 war der zweite bemannte Weltraumflug der Volksrepublik China. Er begann am 12. Oktober 2005. Für die Mission wurde ein Raumschiff der Shenzhou-Baureihe eingesetzt, das die zwei Raumfahrer Fei Junlong und Nie Haisheng in einen Erdorbit beförderte, wo sie sich für 115 Stunden und 32 Minuten aufhielten.

## Missionsstruktur und Missionsziele

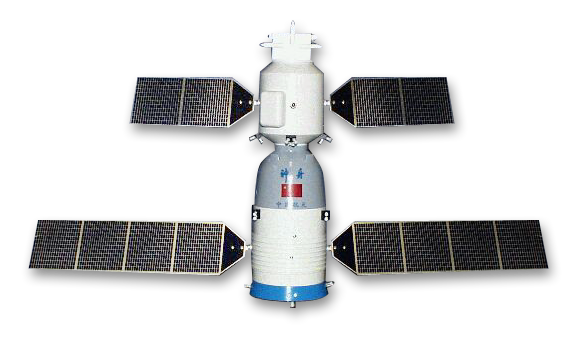
Das Shenzhou-Raumschiff

Missionsziele waren der Test etwas leichterer Kabinenanzüge, wissenschaftliche Experimente, der erstmalige Umstieg in das Orbitalmodul und die Erprobung alltäglicher Dinge des menschlichen Bedarfs wie einer neuen Toilette. Die Höhe des Erdorbits schwankte zwischen 250 und 350 Kilometern, die Bahnneigung zum Äquator betrug 42,4°.
Shenzhou 6 bestand aus einem Servicemodul, einem Rückkehrmodul und einem Orbitalmodul. Während das Rückkehrmodul nach Ende der eigentlichen Mission nach fünf Tagen wieder auf die Erde zurückkehrte und das Servicemodul nach Abkoppelung kurz vor dem Wiedereintritt in die Atmosphäre verglühte, blieb das Orbitalmodul weiter in der Umlaufbahn, um weitere Tests und Experimente durchzuführen. Die Ergebnisse sollten in die Entwicklung und in das Design des  Raumlabors Tiangong 1 einfließen, das dann am 29. September 2011 gestartet wurde.

## Die Auswahl der Raumfahrer
Nach der Shenzhou-5-Mission im Oktober 2003 wurden aus den 14 Mitgliedern des Raumfahrerkorps der Volksbefreiungsarmee zunächst sieben Paare gebildet, die immer gemeinsam für den Flug trainierten.
Im Januar 2005 wurde die Gruppe auf 10 Mann reduziert.
Aus diesen fünf Zweierteams wurden einen Monat vor dem Start drei Paare ausgewählt. Erst unmittelbar vor dem Start gaben die Behörden die Namen der beiden finalen Raumfahrer bekannt.

## Die Trägerrakete
Für den Fall, dass es in der letzten Phase der Startvorbereitungen ein Problem mit der Trägerrakete Langer Marsch 2F gegeben hätte, war der Startturm, wie schon bei Shenzhou 5, mit einer schlauchförmigen Rettungsrutsche aus Stoff ausgestattet. Bei einem Notfall wären die Raumfahrer und eventuell noch auf dem Turm befindliches Personal in den Schlauch gesprungen, hätten ihren Fall durch Druck gegen die Schlauchwände abgebremst und wären schließlich in einem Bunker unter dem Startturm angekommen.
Yang Liwei hatte nach seinem Erstflug 2003 von unangenehmen Vibrationen mit einer Frequenz von 8 Hz während des Starts berichtet.
Nach einer Analyse der Telemetriedaten beschloss Zhang Zhi (张智), damals für das Rettungssystem der Rakete zuständig, für die Mission Shenzhou 6 in die Oberstufe der Rakete einen Hydraulikspeicher einzubauen, um die Schwingungen zu dämpfen. Ab Shenzhou 7 kam dann eine verbesserte Version dieses Hydraulikspeichers mit veränderbaren Dämpfungseigenschaften zum Einsatz, wodurch das Problem der Vibrationen vollständig gelöst wurde.

## Die Kosten
Generalmajor Tang Xianming (唐贤明, * 1949), seit April 2004 Direktor des Büros für bemannte Raumfahrt,
gab auf einer Pressekonferenz am 17. Oktober 2005 die Kosten des Flugs von Shenzhou 6 mit 900 Millionen Yuan (damals 111 Millionen US-Dollar) an. Sie wurden von der Zentralregierung aufgebracht.

## Ablauf des bemannten Teils der Mission

### 12. Oktober – 1. Missionstag
Begleitet von widrigen Wetterverhältnissen mit Schneefall bis kurz vor dem Start, startete die Mission am 12. Oktober 2005 um 1 Uhr UTC vom Kosmodrom Jiuquan. 21 Minuten nach dem Abheben trat Shenzhou 6 in einen Erdorbit ein. Neun Stunden nach dem Start wechselte Fei Junlong von der Rückkehrkapsel in das Orbitmodul. Nie Haisheng verblieb unterdessen in der Rückkehrkapsel und fotografierte die Orbitalkapsel. Um 21:30 Uhr Ortszeit sprachen die beiden Raumfahrer für sieben Minuten mit ihren Familien.

### 13. Oktober – 2. Missionstag
Alle geplanten Experimente und Notfallübungen wurden wie vorgesehen durchgeführt. Die interne Tür des Raumschiffs wurde geöffnet und wieder geschlossen, die Raumfahrer wechselten zwischen der Rückkehrkapsel und dem mit 9 m³ Freiraum deutlich größeren Orbitalmodul, erprobten die neuen Kabinenanzüge und testeten das System zur Extrahierung des Kondenswassers. Während der Übungen wurden Extremereignisse simuliert und ihre Auswirkungen auf das Raumschiff überprüft. Die Resultate ergaben, dass Shenzhou 6 während aller angenommenen Störfälle seine Funktionstüchtigkeit beibehielt. Die Körperfunktionen beider Raumfahrer zeigten Normalwerte, die Systeme des Raumschiffs bestanden alle Tests und funktionierten ohne Probleme.
Unterdessen fand auf dem Hauptlandeplatz des Hauptzeugamts der Volksbefreiungsarmee in der Inneren Mongolei eine Übung statt, bei der vier Helikopter eine Such- und Bergungsaktion bei Nacht simulierten. Beim Überflug Taiwans wurde die Insel von Fei Junlong fotografiert. Die chinesischen Medien nahmen dies zum Anlass, den territorialen Anspruch der Volksrepublik auf Taiwan zu unterstreichen, und sprachen von Fotos vom „Vaterland“.

### 14. Oktober – 3. Missionstag
Am dritten Tag der Shenzhou 6-Mission wurden morgens um 05:56 Uhr Ortszeit erste kleine Kurskorrekturen nach dem Start durchgeführt. Das Raumfahrtkontrollzentrum Peking betonte die Normalität des Vorgangs bei einer Mission dieser Art. Das Raumschiff befand sich auf der planmäßigen Umlaufhöhe bei einer Geschwindigkeit von rund 7,8 Kilometern pro Sekunde (ca. 28.000 km/h). Die Korrekturen begannen während der 30. Erdumrundung. Der atmosphärische Widerstand im Orbit durch die sehr dünne Atmosphäre führt zu einer Verlangsamung des Raumschiffs und Verringerung der Umlaufbahn. Unterdessen beobachteten Fei Junlong und Nie Haisheng die Kurskorrektur auf ihren Monitoren im Raumschiff.

### 15. Oktober – 4. Missionstag
Am vierten Missionstag, Samstag, dem 15. Oktober, wurde eine Reihe von orbitalen und ergonomischen Experimenten durchgeführt, durch die man Daten für die Weltraumwissenschaften gewann. Eine der Hauptaufgaben war die Durchführung von wissenschaftlichen Tests im Orbitalmodul und im Rückkehrmodul. Wie schon in den vorangegangenen Tagen führten die Raumfahrer Modifikationen an den Kabinenanzügen durch, um sie später für verschiedene Zwecke nutzen zu können. Ergänzt wurde dies durch ergonomische Tests der Ausrüstung.
Mittels des Wechsels zwischen dem Orbital- und dem Rückkehrmodul und dem Schließen der Türen des Rückkehrmoduls untersuchten Fei Junlong und Nie Haisheng die Veränderungen des Zustands in den jeweiligen Modulen nach den Erschütterungen, die Auswirkungen und Gesetzmäßigkeiten von Bewegungen der Raumfahrer und die psychologischen Auswirkungen auf die Raumfahrer. Alle Bewegungen der Männer und die relevanten Erschütterungen wurden aufgezeichnet, um mit Hilfe dieser Daten später die Flugbahn des Raumschiffs korrigieren zu können. Außerdem führten die Raumfahrer Tests im Bereich der Zellforschung und des räumlichen Vorstellungsvermögens beim Menschen durch. Diese dienten zu weiteren Untersuchungen der Auswirkungen der Schwerelosigkeit auf den Menschen und zur Entwicklung von Methoden, diese zu verhindern oder abzuschwächen.

### 16. Oktober – 5. Missionstag
Am fünften Missionstag gab das Bodenkontrollzentrum den geplanten Landetermin für Montagvormittag bekannt. Fei Junlong und Nie Haisheng legten wieder ihre Kabinenanzüge an und schlossen die Tür der Wiedereintrittskapsel. Die für die Mission geplanten Experimente wurden abgeschlossen. Ein chinesischer Experte berichtete, dass für die Entwicklung des nationalen bemannten Weltraumprogramms seit dem Start am Mittwoch wertvolle technische Daten gesammelt werden konnten. Andere Experten sagten, dass die Tests der Notfallsysteme des Raumschiffes, die physikalischen Parameter der Lebenserhaltungssysteme und die Funktionstests verschiedenster Ausrüstungsgegenstände zufriedenstellende Resultate produziert hätten.

### Landung nach 115 Stunden und 32 Minuten
Das Rückkehrmodul setzte knapp fünf Stunden nach Verlassen seines Orbits am Morgen des 17. Oktober 2005 um 20:32 Uhr UTC im vorgesehenen Hauptlandebereich auf dem Gebiet des Dörbed-Banners in der zentralen Inneren Mongolei auf. Dort waren alle Vorbereitungen getroffen, um eine sichere Landung zu ermöglichen. Für die Bergungsarbeiten standen sowohl an der vorgesehenen Landestelle wie auch an dem für Notfälle vorgesehenen Ostwind-Landeplatz in der Badain-Jaran-Wüste südlich des Kosmodroms Jiuquan fünf Teams bereit: Das Landbergungs-Team, das maritime Bergungsteam, ein Team zur Überwachung der Telekommunikation, ein Team zur medizinischen Untersuchung und ein Sicherheitsteam. Die primäre Aufgabe der Such- und Rettungsteams war es, das Rückkehrmodul am Himmel zu lokalisieren, die Raumfahrer aus der Kapsel zu bergen und die Kapsel schnellstmöglich zurückzuholen. Den Bergungs- und Rettungsteams standen bei der Shenzhou-6-Mission einige schwierige Aufgaben bevor, es wurden daher vorab eine Anzahl von Szenarien ausgearbeitet. Wie vorhergesagt, gab es keinen Regen, eine gute Sicht sowie wenig Wind. Fei Junlong stieg als erstes aus der Kapsel aus, ihm folgte Nie Haisheng. Beide sagten auf Nachfrage von Journalisten, sie befänden sich bei guter Gesundheit.

## Missionsverlauf des Orbitalmoduls
Das Orbitalmodul verblieb in der Umlaufbahn. Das Kontrollzentrum zündete um den 20. Oktober 2005 die Triebwerke des Raumschiffes zweimal, sodass eine Höhe von maximal 355 Kilometern erreicht wurde. Im Laufe der nächsten Monate wurden mehrere ferngesteuerte Experimente durchgeführt. Am 15. April 2006 wurde diese Phase beendet,
und am 1. April 2008 verglühte das Orbitalmodul in der Atmosphäre.